# Haličský zámek
Haličský zámek je renesančně-barokní zámek, jenž byl zbudován na místě někdejšího gotického hradu. Nachází se ve městě Halič, 8 km západně od Lučence. V současnosti je hotelem. Jeho majitelem je firma IMET.
Zámek byl v 15. až 16. století přestavěn v renesančním stylu.
Ve středověku se na jeho místě nacházel hrad, který byl při přestavbě v roce 1612 začleněn do půdorysu zámku. Komplex však později vyhořel a následně byl přestavěn ve stylu barokním. Poslední rekonstrukce proběhla v polovině 20. století.
Součástí zámku je vodní příkop, barokní fontána, zámecký park z 18. století s pergolou, rozáriem a alegorickou plastikou.